# Lew Abramowitsch Kassil
Lew Abramowitsch Kassil (russisch Лев Абра́мович Касси́ль; wiss. Transliteration Lev Abramovič Kassilʹ; * 27. Junijul. / 10. Juli 1905greg. in Pokrowskaja Sloboda; † 21. Juni 1970 in Moskau) war ein russisch-sowjetischer Autor, der vorwiegend Kinder- und Jugendbücher schrieb.

## Leben
Kassil war der Sohn eines Frauenarztes und einer Musikpädagogin. Er wuchs in seinem Geburtsort Pokrowskaja Sloboda gegenüber der Stadt Saratow an der Wolga auf. Dort ging er auf ein Gymnasium. Nach der Oktoberrevolution 1917 wurde letzteres zu einer Arbeiterschule umfunktioniert. Als Jugendlicher beteiligte sich Kassil als Zeichner an der Gestaltung einer handgemachten Schülerzeitschrift, die von einigen Kindern dieser Schule herausgegeben wurde. 1923 schloss er die Schule ab und erhielt als Auszeichnung für seine ehrenamtliche Arbeit für die Zeitschrift einen Studienplatz an der Universität Moskau. Dort studierte er bis 1926 (ohne Abschluss) an der Fakultät für Physik und Mathematik. Jedoch befasste er sich schon während des Studiums vorzugsweise mit der Literatur und schrieb bereits eigene Werke. Seine erste Kurzgeschichte erschien 1925 in der Zeitung Nowosti Radio.
1927 lernte Kassil den von ihm verehrten Dichter Majakowski kennen. Auf dessen Initiative wechselte er im gleichen Jahr in die Redaktion einer neuen Jugendzeitschrift namens Nowy Lef. 1929 veröffentlichte Kassil sein erstes größeres Kinderbuch Konduit, das später, nach Erscheinen eines Folgeromans, zum ersten Teil von Schwambranien, einem der bekanntesten Werke Kassils, wurde.
In den 1930er-Jahren arbeitete Lew Kassil als Journalist für die Zeitung Iswestija. Er war zu dieser Zeit mit mehreren anderen prominenten Kinderbuchautoren (u. a. Samuil Marschak, Michail Prischwin, Arkadi Gaidar) persönlich bekannt und veröffentlichte weitere Kinder- und Jugendbücher, die auch verfilmt wurden (erstmals 1936 mit der Erzählung Torwart der Republik). Neben Kinderliteratur verfasste Kassil mehrere Biografien über seine berühmten Zeitgenossen (darunter Majakowski, Gaidar, Konstantin Ziolkowski und Otto Schmidt).
Während des Zweiten Weltkriegs war Kassil als Militärjournalist tätig. Dies fand später in die Handlung mehrerer seiner Bücher Eingang, darunter in die Novelle Die Straße des jüngsten Sohnes, für die Kassil 1951 mit dem Stalinpreis des 3. Grades ausgezeichnet wurde. Kassil war Dozent am Maxim-Gorki-Literaturinstitut in Moskau und seit 1965 korrespondierendes Mitglied der Akademie der Pädagogischen Wissenschaften der Sowjetunion.
Kassil war mit der Schauspielerin Swetlana Sobinowa (1920–2002), einer Tochter des berühmten Opernsängers Leonid Sobinow (1872–1934), verheiratet.
Er starb 1970 in Moskau und wurde auf dem Nowodewitschi-Friedhof beerdigt. Der Asteroid (2149) Schwambraniya wurde nach dem von den Charakteren seines Kinderromans Conduite and Schwambraniya gebauten Wunderlands benannt.

## Werke (Auswahl)
- Schwambranien oder Die unerhörten Abenteuer zweier tapferer Ritter, welche auf der Suche nach Gerechtigkeit auf dem Kontinent des Großen Zahnes das Großreich Schwambranien entdeckten (russ. Кондуит и Швамбрания, 1929–35, deutsch 1960)
- Sein großer Bruder (Черемыш, брат героя, 1938, dt. 1949)
- Das Mädchen Ustja (Великое противостояние, 1941–47, dt. 1949, Band 2 als Das Mädchen Sima)
- Die Straße des jüngsten Sohnes (Улица младшего сына, 1949; zusammen mit Max Poljanowski (1901–1977); dt. 1956)
- Ein früher Aufstieg (Ранний восход, 1953, dt. 1956)
- Die Spur führt nach Cortina (Ход белой королевы, 1956, dt. 1958)
- Was ist Glück? (Про жизнь совсем хорошую, 1959, dt. 1964)
- Majakowski – höchstpersönlich (Маяковский – сам, 1963)